# Tapetenhaus Uihlein

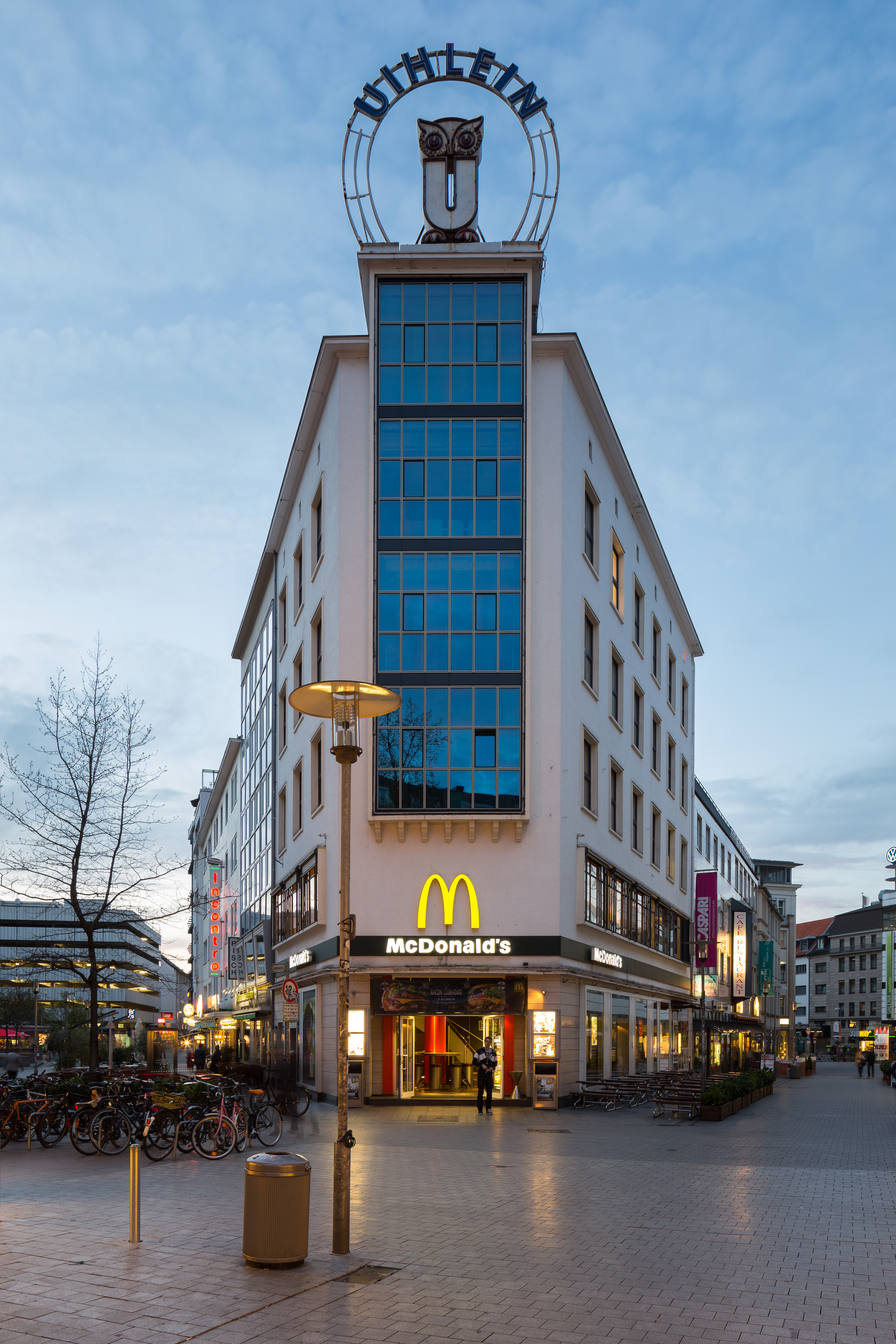
Uihlein-Haus in der Andreaestraße 1

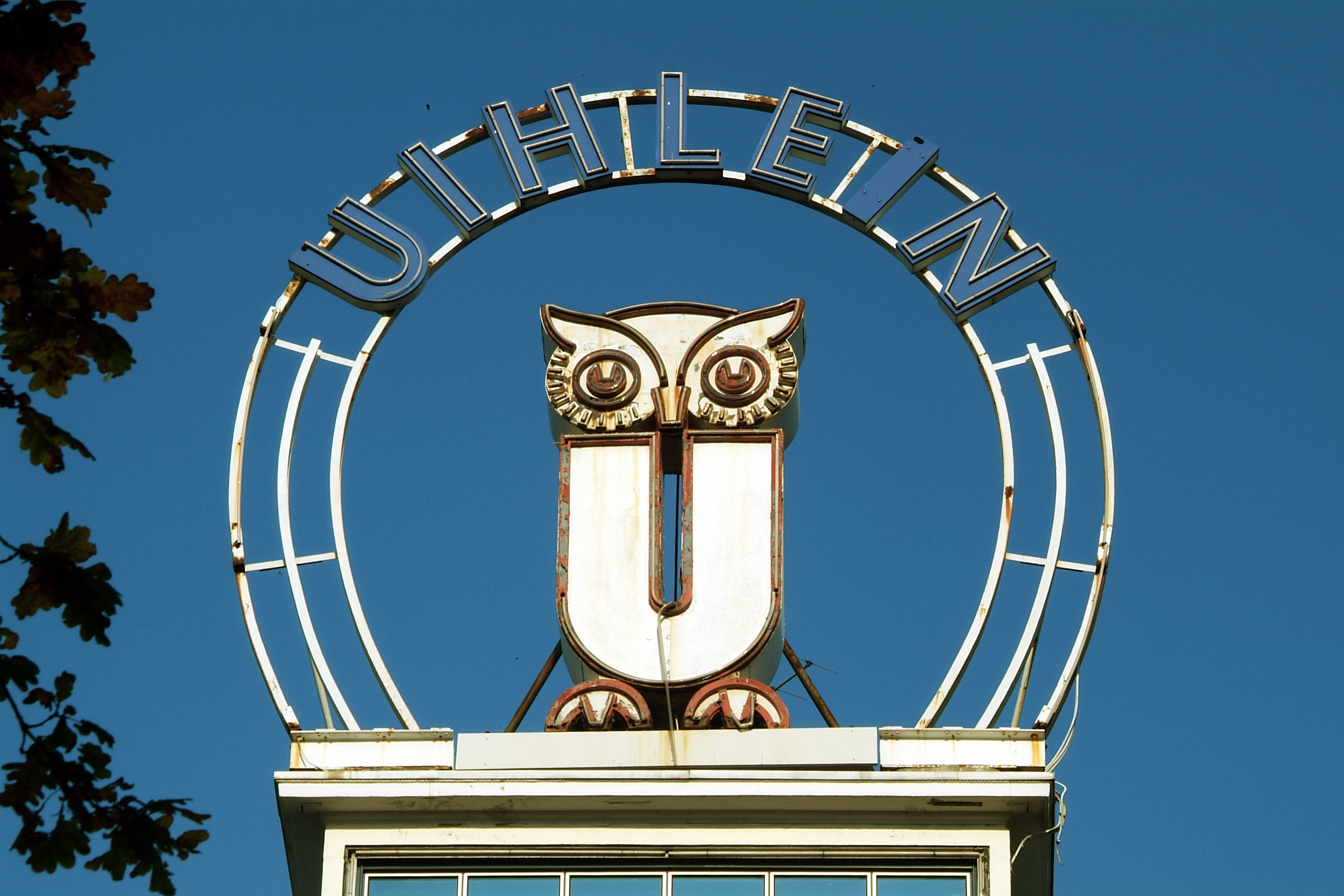
Das Firmenzeichen mit der Eule auf dem Geschäftshaus Andreaestraße 1

Das Tapetenhaus Uihlein in Hannover war ein Fachhandel für Tapeten und Linoleum mit eigener Fabrik in Linden. Standort des erhaltenen Geschäftshauses im Stadtteil Mitte ist die Andreaestraße 1.

## Geschichte
Das Unternehmen wurde 1895 von Heinrich Uihlein (* 23. Februar 1870 in Kassel; † 27. August 1923 in Hannover) in Hannover gegründet, obwohl es schon zu Beginn eine seit langem bestehende Konkurrenz in der Stadt und ihren Vororten gab. Erster Geschäftssitz war die damalige Leinstraße 25, Ecke Grupenstraße (heute: Karmarschstraße).
1901 kaufte Uihlein das Gebäude Andreaestraße 1 und baute es zu einem seinerzeit modernen, fünfgeschossigen Geschäftshaus aus, in dem er Tapeten, Linoleum und verwandte Artikel verkaufte. Gleichzeitig begann er in Fabrikräumen in Linden mit der eigenen Herstellung hochwertiger Tapeten mit Velours und Seide, „Lichteffekt-Handdruck“-Kollektionen und Selaptica-Tapeten, die er national wie international vertrieb.
Die richtungsweisenden Fabrikate wurden Anfang des 20. Jahrhunderts auf zahlreichen Ausstellungen prämiert.
- 1904: Goldmedaille auf der Weltausstellung in St. Louis[2]
- 1905: Ehrenpreis und goldene Medaille auf der Fachausstellung in Hannover[2]
- 1905: Grand Prix auf der Kolonial-Ausstellung in London[2]
- 1905: Goldene, silberne und bronzene Medaille auf der Weltausstellung in Lüttich.[2]

Unternehmensgründer Heinrich Uihlein in einem Brustbild von Edmund Lill

Geschäftshaus Rudolf Loeper; ab 1901 Firmensitz des Tapetenhauses Uihlein in der Andreaestraße 1; Ausschnitt aus einem Briefkopf von 1874

1910 errichtete Heinrich Uihlein ein Bürogebäude in der Bahnhofstraße, den sogenannten „Handelshof“. Der Handelshof galt als eines der schönsten Gebäude in der Stadt und schlug architektonisch eine Verbindung zu dem Tapetenhaus. Das Geschäftshaus in der Andreaestraße wurde durch Ankauf des Nachbarhauses Große Packhofstraße 29 erweitert. Später wurde das Unternehmen um ein Lagerhaus in der Hagenstraße vergrößert.
1910 trat der Bruder Ferdinand Uihlein (* 20. März 1875 in Kassel; † 27. Juli 1956 in Hannover) als Teilhaber in das Unternehmen ein und wurde, nachdem sich der Firmengründer krankheitshalber nach Bad Harzburg zurückgezogen hatte, mitten im Ersten Weltkrieg 1916 Alleininhaber.
Zu Beginn des Zweiten Weltkriegs 1939 waren noch 48 Angestellte für das Unternehmen tätig. Durch die Luftangriffe auf Hannover wurden in der Nacht vom 8. zum 9. Oktober 1943 das Tapetenhaus und am 25. März 1945 das Lagerhaus vollständig zerstört.
Der Wiederaufbau an der Andreaestraße begann im September 1949, im März 1950 konnte das seit 1993 denkmalgeschützte Geschäftshaus mit der ebenfalls denkmalgeschützten Eule als Firmenzeichen auf dem Dach errichtet werden.
Trotz einer erfolgreichen Wieder-Positionierung auf dem Markt wurde das Unternehmen 1981 geschlossen, da sich die dritte Generation der Familie beruflich anders orientiert hatte.
Heute dient das Gebäude aus dem Jahr 1950 verschiedenen Zwecken, ist aber immer noch in Familienbesitz.
Seit dem 9. Mai 2019 nutzt Wikipedia Hannover Räumlichkeiten in der 4. Etage.